# منطقة ليماسول
منطقة ليماسول هي إحدى مناطق قبرص الستة. حسب تعداد عام 2011، بلغ عدد سكانها 235,330، 77٪ منهم في المناطق الحضرية.